# 카탈루냐어권

카탈루냐어권(카탈루냐어: Països Catalans, 스페인어: Países Catalanes)은 카탈루냐어를 사용하는 지역의 총칭이다. 예전에는 문화적, 언어 적인 의미에서 카탈루냐어를 말하는 지역을 국가로 간주하기 위해 사용되었으나, 곧 카탈루냐 지방은 스페인 및 프랑스에서도 독립적인 존재이며, 카탈루냐어를 말하는 지역 통일을 지향한다는 정치적인 범카탈루냐주의를 띠게되었다. 이 지역의 최대 도시는 바르셀로나이다.

## 같이 보기
- 바스크
- 카탈루냐 독립운동
- 카탈루냐어
- 카탈루냐인
- 옥시타니아
- 범국민주의